# Бэтмен: Маска Фантазма
Бэтмен: Маска Фантазма (англ. Batman: Mask of the Phantasm; также известен как Batman: The Animated Movie) — американский анимационный фильм 1993 года, основанный на комиксах издательства DC Comics о супергерое Бэтмене. Является спин-оффом мультсериала «Бэтмен». Режиссёры фильма — Эрик Радомски и Брюс Тимм. Роли озвучивали Кевин Конрой, Марк Хэмилл, Харт Бокнер, Эйб Вигода, Дана Дилейни, Ефрем Цимбалист-младший и другие.
Сюжет повествует о возвращении в Готэм-сити Андреа Бомонт, давней возлюбленной Брюса Уэйна. В то же время таинственный убийца Фантазм систематически устраняет криминальных боссов города. Из-за схожих костюмов подозрения в убийствах ошибочно падают на Бэтмена. Скрываясь от полиции, он пытается найти истинного виновного, очистить своё имя и, параллельно этому, окончательно разобраться в своих отношениях с Андреа.
Фильм был запущен в производство ввиду успеха мультсериала «Бэтмен». Сценарий был написан Аланом Бёрнеттом и доработан Полом Дини, Майклом Ривзом и Мартином Паско. Изначально релиз фильма планировался сразу на видео, но впоследствии руководство студии Warner Bros. решило пустить его в кинопрокат, выделив создателям дополнительное время на работу. «Маска Фантазма» была положительно оценена подавляющим большинством критиков, отметивших стиль анимации, диалоги и динамику действия, но кассовые сборы мультфильма оказались недостаточно высокими. Окупить вложенные средства удалось после выпуска фильма на VHS и DVD. 25 июля 2017 года в рамках серии Warner Archive Collection вышло издание на Blu-ray. В 2023 году «Маска Фантазма» впервые выпускается в формате 4K Ultra HD в честь 30-летия фильма.

## Сюжет
Собрание боссов мафии, проводимое в одном из небоскребов Готэм-сити, прерывается вторжением Бэтмена. Вскоре после этого гангстера Чаки Сола убивает таинственный человек в плаще. Подозреваемым в убийстве начинают ошибочно считать Бэтмена. На пресс-конференции член городского совета Артур Ривз объявляет супергероя опасным для общества, и позже принимает участие в вечеринке Брюса Уэйна, альтер эго Бэтмена. Ривз подвергает насмешкам Брюса за неудачи в личной жизни, в частности за разрыв с давней подругой Андреа Бомонт.
В сцене воспоминаний десятилетней давности показана первая встреча Андреа и Брюса, навестившего могилу своих родителей на кладбище. Этой же ночью Уэйн, надев лыжную маску и чёрную кожаную куртку, совершает попытку предотвратить ограбление, однако остается обескураженным тем, что не вызывает страха у преступников. Спустя некоторое время, у него завязываются романтические отношения с Андреа. В конце концов, Брюс решает оставить свои планы по борьбе с преступностью и делает своей подруге предложение. Однако Андреа тайно покидает Готэм со своим отцом Карлом Бомонтом, оставив Уэйну письмо, сообщающее об окончании их помолвки. Полагая, что он потерял свой единственный шанс иметь нормальную жизнь, Брюс в итоге надевает на себя маску Бэтмена.
В настоящем времени новой жертвой таинственного вигиланта по имени Фантазм становится другой гангстер, Базз Бронски, а Бэтмен обнаруживает доказательства связи отца Андреа с представителями организованной преступности. В качестве следующей мишени убийца выбирает Сальваторе Валестру, босса мафии, на которого когда-то работали Сол и Бронски. Однако планы Фантазма рушатся, когда он обнаруживает мафиози мертвым. Лицо трупа было изуродовано неестественной улыбкой, что указывало на почерк Джокера, к которому Валестра, незадолго до смерти, обращался за поддержкой. Подозрение вновь падает на Бэтмена, и полиция объявляет его в розыск. Андреа помогает ему спастись от преследования и рассказывает о том, как скрывалась в Европе с отцом от банды Валестры, которому Карл Бомонт был должен крупную денежную сумму. Бэтмен начинает считать, что убийцей может быть отец Андреа. Вскоре он находит отравленного «ядом Джокера» Ривза, который, как выяснилось, выдал мафии местоположение Бомонта в обмен на место в городском совете.
Фантазм следует за Джокером в его тайное убежище, заброшенный павильон индустриальной выставки, и там раскрывает свою личность: убийцей оказывается Андреа, целью которой была месть за смерть её отца. Джокер, как выяснилось, был последним оставшимся в живых из банды Валестры; именно он совершил заказное убийство Бомонта. Бэтмен приходит на помощь Андреа, вступившей в схватку с Джокером, и просит её оставить мысли о мести. Андреа отказывается, заявив что мафия уничтожила её шансы на счастливую жизнь, и подмечает, что и самим Бэтменом движет возмездие. После этого она исчезает, и Бэтмену приходится сражаться с Джокером один на один в окружении миниатюрной копии Готэм-сити. Их противостояние в итоге приводит к ничье. Внезапно появившаяся Андреа захватывает Джокера, прощается с Бэтменом и вместе с суперзлодеем скрывается в облаке дыма. Под смех Джокера модель города, а потом и парк развлечений, взрывается, и Бэтмену едва удается спастись бегством.
Вернувшись в бэт-пещеру, убитый горем Брюс получает утешение от Альфреда, который объяснил ему, что никто бы не смог помочь Андреа. В пещере Уэйн находит медальон с фотографией, на которой изображен он и его возлюбленная. В то же самое время Андреа в одиночестве стоит на палубе океанского лайнера. Финальная сцена показывает Бэтмена, стоящего на вершине здания в ожидании, когда в ночном небе сработает бэт-сигнал.

## Роли озвучивали
- Кевин Конрой — Брюс Уэйн/Бэтмен. Миллионер-индустриалист, чьи родители были убиты грабителем, когда Уэйну было восемь лет. После нескольких лет странствий по миру в поисках средства борьбы с преступностью возвращается в Готэм-сити и в образе Бэтмена становится ночным защитником города.
- Марк Хэмилл — Джокер. До того, как его внешность изменилась в результате несчастного случая, был одним из киллеров Сальваторе Валестры (и считается ответственным за убийство Карла Бомонта). Личность Джокера остается неизвестной, так как никто не называет его по имени. Марк Хэмилл утверждал, что, вернувшись к роли, исполненной им в мультсериале «Бэтмен», создал новый «веселящий лексикон» для своего персонажа[3].
- Дана Дилейни — Андреа Бомонт. Женщина, которую Брюс Уэйн встречает в первые годы после возвращению в Готэм-сити из путешествия. Решение жениться на ней препятствует планам Уэйна о борьбе с преступниками. Тем не менее её неожиданное и таинственное исчезновение приводит Брюса к становлению Бэтменом. Позже Андреа возвращается в мультсериале «Лига справедливости без границ»[4]. Создатели фильма остались под впечатлением от озвучивания Дилейни и закрепили за ней роль Лоис Лейн в анимационном шоу «Супермен»[5]. До «Маски Фантазма» она не занималась анимацией[6], работу предложил Пол Дини, которого поддержали Алан Бёрнетт, Брюс Тимм и Андреа Романо[7]. Есть большая разница — Лоис Лейн всегда активная и быстрая, Андреа Бомонт замкнутая и скрытная[8].
- Харт Бокнер — Артур Ривз. Член городского совета. Коррумпированный чиновник, бывший стажером у Карла Бомонта. Начинает работать на преступную организацию Валестры и добивается большого влияния в городском совете. В конечном итоге получает отравление «ядом Джокера» и оказывается в психиатрической больнице Готэма.
- Стейси Кич — Карл Бомонт (а также голос Фантазма). Отец Андреа, заключивший сделку с бандой Валестры. Спасаясь от долга, сбегает в Европу вместе с дочерью, но позже становится жертвой заказного убийства.
- Эйб Вигода — Сальваторе Валестра. Могущественный криминальный авторитет. В прошлом угрожал Карлу Бомонту смертью за присвоение капитала для их общего бизнеса. После возвращению Андреа показан как дряхлый старик, зависящий от кислородного баллона вследствие чрезмерного курения. Валестра нанимает Джокера для устранения Бэтмена, но в итоге сам гибнет от руки бывшего подручного.
- Дик Миллер — Чарльз «Чаки» Сол. Босс мафии и первая жертва Фантазма.
- Джон П. Райан — Базз Бронски. Мафиози и партнер Чаки Сола. Во время посещения могилы Сола был убит Фантазмом.
- Ефрем Цимбалист-младший — Альфред Пенниуорт. Служил дворецким у родителей Брюса и после их смерти продолжил заботиться о младшем Уэйне. Является доверенным лицом Брюса и, соответственно, Бэтмена.
- Боб Хастингс — Джеймс Гордон. Комиссар полиции Готэм-сити и ближайший союзник Бэтмена. Выступил против ареста Тёмного рыцаря, веря в его непричастность ни ко одному из убийств.
- Роберт Костанцо — Харви Буллок. Полицейский-детектив, не доверяющий Бэтмену.

## Производство
Под впечатлением от успеха первого сезона мультсериала «Бэтмен», транслировавшегося на канале Fox Network, руководство компании Warner Bros. поручило Алану Бернетту написать сценарий полнометражного анимационного фильма по мотивам сериала. Хотя Джокер играет ключевую роль в фильме, Бернетт намеренно придумал сюжет, далекий от использования постоянных персонажей-злодеев из шоу. По словам сценариста, он «хотел создать историю любви Брюса Уэйна, так как в телесериале подобного практически не было». Группа сценаристов подошла к включению Джокера в сюжет таким образом, чтобы исключить аллюзии на фильм «Бэтмен» режиссёра Тима Бертона, однако, как позже сказал в интервью Майкл Ривз, им удалось применить такой подход по внедрению персонажа, который не смогли бы использовать в художественном кино. В создании сценария Барнетту оказывали помощь Мартин Паско, написавший большинство сцен воспоминаний, Майкл Ривз, придумавший кульминацию, и Пол Дини, который утверждает, что он «заполнил сюжетные дыры тут и там». Мотивы истории личной потери и течения времени, а также использование флешбеков были позаимствованы из фильма «Гражданин Кейн» (1941).
В начале работы над фильмом было решено выпустить «Маску Фантазма» на экраны кинотеатров, а не на видео. Warner Bros. дала восемь месяцев на производство, в то время как создание большинства анимационных фильмов занимало более двух лет. Помимо этого руководство студии осуществляло полный творческий контроль над проектом. Для подготовки картины к кинопрокату аниматоры выполнили все сцены с учётом широкоэкранного соотношения сторон.
В дополнение к усилению контроля над работой, студия увеличила бюджет фильма до шести миллионов долларов, что открыло возможности для реализации более сложных элементов. Примером дорогостоящих спецэффектов являются вступительные титры на фоне сгенерированного компьютером макета Готэм-сити. В качестве визуальной шутки режиссёр монтажа Кевин Алтери изобразил в кульминационной сцене миниатюрную модель города, на фоне которой Бэтмен и Джокер выглядели гигантами. Это было сделано в дань уважения классической серии комиксов Batman, в которой герой был часто показан на фоне огромных декораций.

## Саундтрек
Саундтрек к анимационному фильму «Бэтмен: Маска Фантазма» был выпущен лейблом Reprise Records 14 декабря 1993 года.
| №   | Название                      | Автор(ы)                   | Исполнитель | Длительность |
| --- | ----------------------------- | -------------------------- | ----------- | ------------ |
| 1.  | «Main Title»                  | Ширли Уокер                |             | 1:35         |
| 2.  | «The Promise»                 | Ширли Уокер                |             | 0:46         |
| 3.  | «Ski Mask Vigilante»          | Ширли Уокер                |             | 3:06         |
| 4.  | «Phantasm’s Graveyard Murder» | Ширли Уокер                |             | 3:43         |
| 5.  | «First Love»                  | Ширли Уокер                |             | 1:35         |
| 6.  | «The Big Chase»               | Ширли Уокер                |             | 5:32         |
| 7.  | «A Plea for Help»             | Ширли Уокер                |             | 1:55         |
| 8.  | «The Birth of Batman»         | Ширли Уокер                |             | 4:17         |
| 9.  | «Phantasm and Joker Fight»    | Ширли Уокер                |             | 4:05         |
| 10. | «Batman’s Destiny»            | Ширли Уокер                |             | 3:50         |
| 11. | «I Never Even Told You»       | Глен Баллард Саида Гарретт | Тиа Каррере | 4:20         |

### Переизданная версия
31 марта 2009 года кампания La-La Land Records выпустила обновленную версию саундтрека. Продолжительность альбома составляет на 27 минут больше по сравнению с оригинальным релизом.
| №   | Название                                                                          | Автор(ы)                   | Исполнитель | Длительность |
| --- | --------------------------------------------------------------------------------- | -------------------------- | ----------- | ------------ |
| 1.  | «Main Title: Batman: Mask of the Phantasm (Expanded)»                             | Ширли Уокер                |             | 5:01         |
| 2.  | «The Promise (Expanded)»                                                          | Ширли Уокер                |             | 1:25         |
| 3.  | «Ski Mask Vigilante (Expanded)»                                                   | Ширли Уокер                |             | 4:28         |
| 4.  | «Fancy Footwork*»                                                                 | Ширли Уокер                |             | 0:40         |
| 5.  | «Phantasm’s Graveyard Murder»                                                     | Ширли Уокер                |             | 3:52         |
| 6.  | «Bad News* / Set Trap* / May They Rest in Peace*»                                 | Ширли Уокер                |             | 1:51         |
| 7.  | «First Love»                                                                      | Ширли Уокер                |             | 1:59         |
| 8.  | «City Street Drive* / Sal Velestra* / Good Samaritan*»                            | Ширли Уокер                |             | 2:16         |
| 9.  | «Birth of Batman (Expanded)»                                                      | Ширли Уокер                |             | 6:01         |
| 10. | «The Joker’s Big Entrance*»                                                       | Ширли Уокер                |             | 3:02         |
| 11. | «The Big Chase»                                                                   | Ширли Уокер                |             | 5:40         |
| 12. | «Nowhere to Run*»                                                                 | Ширли Уокер                |             | 2:01         |
| 13. | «A Plea for Help»                                                                 | Ширли Уокер                |             | 1:01         |
| 14. | «A Tall Man / Arturo and his Pal* / Makes You Want to Laugh* / What’s So Funny?*» | Ширли Уокер                |             | 4:04         |
| 15. | «Andrea Remembers* / True Identity*»                                              | Ширли Уокер                |             | 3:18         |
| 16. | «Phantasm and Joker Fight»                                                        | Ширли Уокер                |             | 6:01         |
| 17. | «Batman’s Destiny»                                                                | Ширли Уокер                |             | 1:46         |
| 18. | «I Never Even Told You»                                                           | Глен Баллард Саида Гарретт | Тиа Каррере | 4:23         |
| 19. | «Theme from Batman: Mask of the Phantasm (Bonus Track)»                           | Ширли Уокер                |             | 2:06         |
| 20. | «Welcome to the Future!* (Bonus Track)»                                           | Ширли Уокер                |             | 1:01         |

* композиции, отсутствующие в оригинальном релизе

## Анализ
Пол Дини подразумевал каждую из сцен воспоминаний Бэтмена, касающихся его личной жизни, как «имеющую тенденцию становиться хуже, в то время как вы надеетесь на лучшее». Отношения Брюса с Андреа, которые кажутся на первый взгляд перспективными, в конце концов рушатся. Последствием этого разрыва становится окончательное решение Уэйна стать Человеком-летучей мышью. Кинокритик журнала Time Ричард Корлисс проводил параллель между появлением Бэтмена и выбором Андреа, отказавшейся от своей любви ради мести за убийство отца. Оба события приводят к трансформации двух людей (Брюс становится Бэтменом, а Андреа — Фантазмом).
В одной из сцен Брюс Уэйн, стоя у надгробия могилы своих родителей, говорит: «Я не рассчитывал быть счастливым» (англ. «I didn't count on being happy»). По словам сценариста Майкла Ривза этот эпизод должен был стать поворотным моментом в трагической судьбе Брюса, так как отныне он лишен возможности вести нормальный образ жизни. Ривз также говорил, что «когда Брюс впервые надевает маску [после того как Андреа разрывает их помолвку], его образ вызывает у Альфреда ужас, так как дворецкий видит перед собой человека, о котором он заботился с его детства, выпустившего желание мести наружу и принёсшего в жертву возмездию свою жизнь».

## Релиз

### Критика
На основании 54 рецензий, отобранных сайтом Rotten Tomatoes, мультфильм получил в среднем 81 % общего положительного рейтинга и получил следующий комментарий: «Стильный и глубоко уважительный к исходному материалу, „Бэтмен: Маска Фантазма“ успешен там, где многие из адаптаций Бэтмена с живыми актёрами потерпели неудачу».
Журнал Empire присудил картине звание лучшего анимационного фильма 1993 года. В издании также было отмечено наличие более сильных сюжетных линий по сравнению с фильмами Тима Бёртона «Бэтмен» и «Бэтмен возвращается».
Рецензент журнала «TV Guide» остался под впечатлением от дизайна фильма, выполненного в стиле ар-деко нуар. Помимо этого кульминация и положение Бэтмена, находящегося на волоске от ареста полицией, были признаны тщательно разработанной последовательностью действия.
Ричард Харрингтон, корреспондент газеты «Вашингтон пост», остался доволен многими аспектами фильма, включавшими анимацию, дизайн, сюжет, диалоги, а также музыку Ширли Уокер. Сама же Уокер занесла композиции «Маски Фантазма» в список фаворитов среди своих работ.
Кинокритики Джин Сискел и Роджер Эберт положительно оценили картину, выразив сожаление по поводу ограниченного проката в кинотеатрах. По словам Сискела «Маска Фантазма» оказалась лучше чем «Бэтмен возвращается» и «Бэтмен навсегда», и лишь немного слабее оригинального «Бэтмена» 1989 года.
Стивен Холден из газеты «New York Times» назвал голоса персонажей «плоскими и одномерными».
Крис Хикс в своей рецензии для издания «Deseret News» отмечал, что «действие в картине не оживает вплоть до третьего акта» и визуальная часть была «принесена в жертву» аниматорами в угоду сюжету. Кроме того по его мнению Джокер в исполнении Марка Хэмилла перетянул всё зрительское внимание на себя.
Корреспондент журнала «Variety» Леонард Клэди высказывал смешанную реакцию на фильм, которая по большей части была отрицательной. По его мнению ключевые темы и мораль были клишированными, а стиль анимации являлся «объектом самопародии».

### Сборы
Премьера фильма «Бэтмен: Маска Фантазма» состоялась в Рождество 1993 года в 1506 кинотеатрах США. Сборы в первый уикенд принесли свыше 1 189 975 долларов. Общий бокс-офис составил 5 830 391 доллар. В финансовом провале создатели фильма обвинили Warner Bros., так как по их мнению у «Бэтмен: Маска Фантазма» была слабая рекламная кампания. В конечном счете окупить потраченный бюджет удалось после релиза фильма на видео.
Дана Дилейни в интервью 2021 года подтвердила, что «Бэтмен: Маска Фантазма» не получил огласки, когда показывался в кинотеатрах, мало кто знал о его существовании, а потом фильм исчез. По словам актрисы, на самом деле это часто случалось в её работе. В то время мультфильм не ценили, и он вернулся позже. В начале 1990-х годов использовались смешные голоса, а создатели «Маски Фантазма» хотели, чтобы всё было по-настоящему, хорошо исполнено, очень серьёзно.

### Награды и номинации
В 1994 году «Бэтмен: Маска Фантазма» наряду с фильмами «Король Лев» и «Кошмар перед Рождеством» был номинирован на премию «Энни» в категории «Лучший анимационный фильм», но проиграл «Королю Льву». В списке лучших анимационных фильмов, опубликованном сайтом IGN в 2010 году, «Маска Фантазма» заняла двадцать пятое место.

### Адаптации
В декабре 1993 года состоялся выход двух новеллизаций фильма. Первая была написана Аланом Барнетом, Полом Дини и Эндрю Хелфнер. Автором другой является Гири Грэйвел. Фильм также был адаптирован в виде комикса, выпущенного издательством DC Comics, по сценарию Келли Пакетта с иллюстрациями Майка Паробека.

### Видео
Впервые выход фильма в формате VHS состоялся в мае 1994 года. В апреле 2003 года «Бэтмен: Маска Фантазма» был выпущен в составе коллекции из трех кассет с анимационными фильмами «Бэтмен и Мистер Фриз» и «Бэтмен будущего». В декабре 1999 году состоялся первый DVD-релиз фильма в снепкейсе, а в 2004 году «Маска фантазма» вместе с фильмами «Бэтмен и Мистер Фриз» и «Бэтмен будущего: Возвращение Джокера» вошёл в коллекционное издание из трех дисков.